# كايلي فوستر
كايلي فوستر (بالإنجليزية: Kylie Foster)‏ هي ممثلة أسترالية، ولدت في 3 مارس 1961 بكاتومبا في أستراليا.

## وصلات خارجية
- كايلي فوستر على موقع IMDb (الإنجليزية)
- كايلي فوستر على موقع قاعدة بيانات الفيلم (الإنجليزية)